# Instituto Tecnológico de Santo Domingo
El Instituto Tecnológico de Santo Domingo (INTEC) es una institución dominicana de educación superior privada, fundada en 1972 por un grupo de académicos comprometidos con la transformación social del país y la promoción continua. Se caracteriza por la innovación y la complementariedad de su oferta académica en las áreas de Ingenierías; Economía y Negocios; Ciencias de la Salud; Ciencias Básicas y Ambientales; y Ciencias Sociales y Humanidades.
Hoy el INTEC es una comunidad universitaria de unos 5,000 estudiantes activos y 31,700 egresados que cree en el poder transformador del conocimiento y se compromete aportando soluciones que aseguran un futuro mejor para la sociedad dominicana y el mundo.

## Historia
INTEC es el resultado de las inquietudes de un grupo de profesores universitarios dominicanos que, en 1971, tomaron la decisión de fundar “una pequeña institución orientada principalmente al ofrecimiento de programas de postgrado en áreas no tradicionales, de programas de educación permanente, de programas para ejecutivos e investigación”.
Luego de innumerables esfuerzos, que incluyeron la obtención de un préstamo de 900 pesos en la Fundación de Crédito Educativo y de las aulas del Colegio Dominicano de La Salle, así como aportes personales de los miembros de su Consejo Superior, el nuevo Instituto Tecnológico de Santo Domingo inició sus actividades docentes el 9 de octubre de 1972, con tres programas de postgrado: Ingeniería Industrial, Economía y Administración de Empresas. INTEC se convirtió así en la primera institución del país en ofrecer ese nivel de estudios.[cita requerida]
En julio de 1973 se integran a la oferta los programas de Licenciatura en Ingeniería Civil, Ingeniería Industrial, Medicina, Economía, Administración, Contabilidad y Ciencias Sociales.[cita requerida]
El crecimiento de la matrícula de licenciatura fue lento. Al final del segundo trimestre de docencia se aplicó la baja académica según el Reglamento Académico y quedó fuera del INTEC el 60% de la población de licenciatura. Este éxodo estudiantil afirmó la imagen de INTEC como una institución con altos estándares de exigencia.[cita requerida]
Ya para el año 1980, INTEC ya había consolidado su imagen como institución con vocación de calidad y gozaba de una aceptación generalizada en la sociedad dominicana. La demanda de sus egresados, de las actividades de educación permanente e investigación situaban a INTEC en una posición de liderazgo en la educación superior dominicana.
Durante esa década, la universidad se dedicó al desarrollo institucional. Se presenta al Banco Interamericano de Desarrollo (BID) un proyecto de expansión y desarrollo que contribuye a la consolidación como universidad de excelencia. Así, se lleva a cabo una profunda reforma curricular con un diseño innovador por ciclos y se pone en acción un plan de desarrollo profesoral acorde con los requerimientos del nuevo currículo. Con el apoyo de asesorías internacionales, se dio un nuevo estilo a la institución: se amplió tanto la oferta curricular, como los proyectos de investigación y la prestación de servicios.
A través de los años, INTEC ha logrado una consolidación que ha implicado no sólo un crecimiento físico y cuantitativo, sino también una afirmación a través de logros cualitativos que la han convertido en una universidad de muy alta reputación.
Es la primera universidad dominicana en recibir la acreditación de la Asociación Dominicana para el Autoestudio y la Acreditación, ADAAC, con la participación de evaluadores de países hermanos. Su carrera de Medicina está acredita por la Caribbean Accreditation Authority for Education In Medicine and Other Health Professions (CAAM-HP), lo que la convierte en la primera de República Dominicana en ser acreditada por un organismo reconocido por la World Federation for Medical Education (WFME). INTEC planifica su futuro, tomando como marco de referencia los estándares de acreditación, nacionales e internacionales.
En el año 2006 se toma la decisión de limitar la población en alrededor de 5,000 estudiantes. A partir de entonces y con el propósito de hacer una mejor selección para la admisión a las carreras de grado, se inicia la aplicación de la Prueba de Aptitud Académica, PAA, del College Board, que permite tener estándares de ingreso comparables internacionalmente.
INTEC cuenta también con centros de estudios, laboratorios, grupos profesorales y observatorios que son espacios de investigación sectorial que realizan funciones de educación, investigación (académica y aplicada) y extensión en temas como educación, género, medio ambiente, ciencias, sistemas de información geográfica (SIG), etc. Además, presta servicios a instituciones, empresas o particulares a través de la Dirección de Consultoría y Servicios del INTEC.
INTEC ha cultivado su vocación internacional mediante la participación en organizaciones universitarias, la movilidad profesoral y estudiantil, la realización de acuerdos institucionales y, cada vez con mayor énfasis, a través de la internacionalización de los programas que ofrece.[cita requerida]

## Gobierno
El INTEC cuenta con cuatro organismos directivos de carácter general: la Asamblea General, la Junta de Regentes, la Rectoría y el Consejo Académico.
Asamblea General
La Asamblea General es el órgano supremo de dirección del INTEC, integrado por los miembros fundadores y por los de la Junta de Regentes constituidos en Asamblea General, previa convocatoria realizada al efecto, conforme lo previsto en estos Estatutos. Son miembros fundadores aquellos que figuran en el Acta Constitutiva del INTEC y aquellos que por haber sido miembros del Consejo Superior, de fecha 3 de 1972, son reconocidos como Fundadores por la comunidad inteciana. Asamblea General
Junta de Regentes
Es la máxima autoridad y administradora legal del patrimonio institucional. Está integrada por personas meritorias de la comunidad nacional, incluyendo a egresados. Sus miembros se desempeñan de manera voluntaria y honorífica, y son renovados de forma regular, de acuerdo a lo establecido en los Estatutos institucionales. Actualmente su presidenta es Rosalina Perdomo. Regentes
Rectoría
- El Dr. Julio Sánchez Maríñez ✟ es el actual Rector.[10]
- El Ing. Arturo del Villar es el Vicerrector Académico.
- La Mgtr. Alliet Ortega Rabassa es la Vicerrectora de Administración y Finanzas.
- La Mtra. Rosario Aróstegui es la Vicerrectora de Investigación y Vinculación

Consejo Académico
El Consejo Académico planifica la política académica en conformidad con las directrices de la Junta de Regentes. Sus miembros son el Rector, quien lo preside, los Vicerrectores y los Decanos de las Áreas Académicas y de las Divisiones. Consejo Académico

## Pasados rectores
| Nombre                         | Periodo                             |
| ------------------------------ | ----------------------------------- |
| Julio Sánchez Mariñez (✟ 2025) | 2024 – 2027 2021 – 2023             |
| Rolando M. Guzmán              | 2017 – 2021 2014 – 2017 2011 – 2014 |
| Miguel J. Escala               | 2007 – 2010 2005 – 2007             |
| Altagracia López               | 2002 – 2005                         |
| Rafael Toribio                 | 1993 – 2001                         |
| Rafael Marión-Landais ✟        | 1990 – 1993                         |
| Rafael Toribio                 | 1984 – 1990                         |
| Eduardo Latorre ✟              | 1981 – 1984 1976 – 1981             |
| Rafael Corominas Pepin ✟       | 1974 – 1976                         |
| Ramón Flores                   | 1972 – 1974                         |

## Áreas Académicas
El Instituto Tecnológico de Santo Domingo organiza su oferta académica de grado y postgrado por áreas, no por facultades, como se denomina en la mayoría de las universidades. Las Áreas Académicas son las siguientes:
- Ingenierías
- Ciencias Básicas y Ambientales
- Ciencias Sociales y Humanidades
- Ciencias de la Salud
- Economía y Negocios

La labor de las áreas académicas se complementa con centros y grupos profesorales, cuyos equipos se dedican a la investigación, la prestación de servicios y la formación de educación continua, principalmente de postgrado.

## Emblema Institucional
El emblema de INTEC está conformado por una columna griega y un átomo. La esbelta y erguida columna es elemento constructivo, sostén y apoyo firmes, clara expresión de la inconmovible voluntad de permanecer y persistir anclados al sólido suelo, a la realidad y a la tradición.
En contraste, el microscópico átomo –todo agitación–, es mudable y cambiante entidad que se cohesiona para formar estructuras más complejas y que, bajo determinadas condiciones, libera energía en forma de radiación.
No de otro modo se manifiesta en su cotidiano quehacer el colaborador de INTEC: firme, seguro sostén de la institución, como la armoniosa columna griega; a la par que, como el vibrante átomo –corazón secreto de la materia–, flexible y dinámico, integrador y cohesionado, capaz de entregar día tras día su vigorosa y radiante energía creadora en bien del país.

## Himno
Enfrentamos confiados el futuro
elevando la enseña del INTEC,
con la ciencia, el servicio y el estudio
que del hombre son guía para bien.
El trabajo es esfuerzo y es constancia,
de la abeja aprendemos su tesón,
y matices fijados en sus alas
abren surcos de vida, fe y amor.
Compañeros tengamos la esperanza
que la tierra va urgiendo con su voz.
Juventud que se sabe destinada
a forjar una nueva sociedad.
Juventud, adelante, que en el alma 
han brotado los frutos de la paz.
De las voces más hondas de este espacio,
las ideas plurales del saber,
van fluyendo, palpitan, se hacen manos
que en lo alto conforman al INTEC.

## Egresados Destacados
Premio Egresado Destacado se crea en el año 2007 para reconocer a los egresados del Instituto Tecnológico de Santo Domingo que se hayan desempeñado con éxito en sus respectivas áreas y cuyas contribuciones empresariales, culturales, políticas, deportivas y/o académicas (en el campo de la investigación, la producción bibliográfica y en general la creación científica, tecnológica, artística o literaria) tengan o hayan tenido una trayectoria con impacto social evidente, mostrando en su actuación apego a los valores, a la justicia y solidaridad humana, atributos que los hacen merecedores de ser calificados como un orgullo inteciano.
2007
1.	Ing. Miguel Bachá Peña
2.      Ing. José Bachá Peña
2.	Ing. Miguel A. Estepan
3.	Dra. Odile Camilo Vincent
4.	Dr. Pedro Enrique Ureña
5.	Dr. Freddy A. Madera
6.	Lic. Ramón Rolando Reyes
7.	Lic. Emil H. Ysona
2008
1.	Lic. Omar Salvador Arias
2.	Ing. Edwin Martínez
3.	Dr. Máximo Brito
4.	Ing. Sadala Khoury
5.	Ing. Juan Alfredo Cuevas
6.	Ing. José Alejandro Segura
2009
1.	Ing. Francisco Adames
2.	Dr. José Brea
3.	Lic. Raymundo González
4.	Lic.  Melanio Paredes
5.	Ing. Fausto Pérez 
6.	Ing. Raúl Enrique Pérez 
7.	Ing. José Arturo Pérez
2010
1.	Dra. Mayda C. Antun
2.	Dr. Ricardo Espaillat
3.	Lic. María Amalia León
4.	Lic. Paloma Rivera
5.	Ing. Mario Bergés
6.	Ing. Michael O’Rourke
7.	Lic. Marcos Díaz
8.	Lic. Danilo Medina
2011
1.	Dr. James Willig Morales
2.	Dr. Yulino Castillo 
3.	Lic. Krist Núñez 
4.	Ing. Heriberto Minaya 
5.	Ing. Claritza Pacheco-Abreu
6.	Lic. Iván Ernesto Gómez 
7.	Dr. Jaime Aristy Escuder.
2012
1.	Dra. Lilliam Fondeur
2.	Lic. Guarocuya Félix
3.	Ing. Jesús Bairán García
4.	Ing. Luis Abbott
5.	Dr. Iván Peña Sing
6.	Lic. Víctor Liria Ozuna
7.	Dr. Julio César Defilló
2013
1.      Dr. Andrés Rodríguez Céspedes
2.	Dr. César Ernesto Castellanos 
3.	Ing. José Ezequiel Díaz
4.	Ing. Milton Teófilo Morrison 
5.	Dr. Federico Alberto Cuello 
6.	Lic. Luis Baldemiro Reyes 
7.	Dr. Luis Alfredo Betances 
2014
1.      Francina Melissa Hungría 
2.      Luis Rodolfo Abinader 
3.      Pavel Ernesto Isa 
4.      Jaime David Fernández Mirabal 
5.      Víctor Elías Atallah 
6.      Mario Serrano Marte
2015
1.      Wendy Gómez G.
2.      Marcos Cochón A.
3.      Enrique Ramírez Paniagua
4.      Maricécili Mora
5.      Elsa Turull de Alma
6.      Eleazar Santana
7.      Ignacio Méndez F.
2016 1. Adilka Indhira Fernández Blanchery 2.Alexandra Santelises 3. Hiddekel Morrison 4.Juvianee Ibrahim Estrada Veras 5. Miguel Núñez 
2017 1. Alexis Vidal Cruz Rodríguez 2. Iluminada Esther Hernández Medina 3. José Luis De Ramón Picazo. 4. Katherine Nicole Motyka 5. Magín Javier Díaz Domingo 6. Miosotis Mercelia Rivas Peña 7. Rafael Antonio Fonseca García. 
2018. 1.Augusto Ramírez Bonó 2.Claudia Franchesca de Los Santos 3.Francisco Leonardo Báez Rosario. 4.Jorys Martínez Jorge. 5.José Wilis Mejía Martínez 6.Tirso Antonio Álvares Fermín
2019. 1.Celso Manuel Pérez 2.Glorinna Cristina Montás Ponceano 3. Héctor Alberto Bretón Sánchez 4. José Raymundo Jiménez 5. Lourdes Alejandra Aybar Díaz. 6. Milton Bienvenido Hernánez Olmos. 7. Ryna Karina Then Vargas
2020. 1. Presidente actual de la República, Luis Abinader.